# Sicario : La Guerre des cartels
Ne doit pas être confondu avec La Guerre des cartels.
Série
Sicario
(2015)
Pour plus de détails, voir Fiche technique et Distribution.
Sicario : La Guerre des cartels ou Sicario : Le Jour du soldat au Québec (Sicario: Day of the Soldado) est un film d'action italo-américain réalisé par Stefano Sollima, sorti en 2018.
Le film débute alors qu'une attaque suicide tue 15 personnes dans un supermarché de Kansas City. L'enquête conclut que les kamikazes ont été aidés par des passeurs de clandestins à la frontière américano-mexicaine, une région aux mains des trafiquants de drogue. Matt Graver est à nouveau envoyé dans cette région, pour une mission orchestrée dans l'ombre par la CIA. Matt fait une nouvelle fois appel à Alejandro Gillick, le sicaire avec lequel il a lutté contre le cartel de Juárez. Sous les ordres non officiels du secrétaire à la Défense, Matt doit créer une guerre entre les cartels pour que ces derniers s'autodétruisent. Après avoir assassiné un avocat du gang des Matamoros à Mexico, Gillick et Matt kidnappent Isabela, la fille du chef de cartel Carlos Reyes, lors d'une opération sous fausse bannière. Toutefois, les choses ne se passent pas comme prévu et Gillick se retrouve rapidement seul à devoir lutter pour sa survie et celle d'Isabela, abandonnés par le gouvernement américain et traqués par les cartels mexicains.
Il fait suite à Sicario de Denis Villeneuve sorti en 2015. Un troisième film Sicario a été annoncé mais jamais produit.

## Synopsis
À la frontière entre les États-Unis et le Mexique, des gardes-frontières américains interceptent des migrants. L'un d'eux sort un tapis de prière et se suicide. Quelques jours plus tard, trois terroristes se font exploser dans un centre commercial de Kansas City provoquant la mort d'une quinzaine de personnes. Les hommes sont identifiés comme membres de Daesh et ont fait le voyage jusqu'au Mexique en bateau où les cartels leur ont permis de passer. Le gouvernement charge donc Matt Graver, membre de la CIA, de régler le problème. Selon Matt, le moyen le plus simple est de déclencher une nouvelle guerre entre les gangs pour qu'ils s'annihilent les uns les autres. Pour masquer l'opération, Andy Wheeldon, chef d'une société militaire privée, lui fournit hommes et matériels. Matt fait également appel au sicaire Alejandro Gillick.
De son côté, Miguel, un adolescent qui vit juste en face de la frontière mexicaine avec sa mère divorcée, fréquente son père, membre d'un cartel, qui lui promet la belle vie s'il devient passeur. À Mexico, sous fausse bannière, Alejandro tue un avocat du Cartel du Golfe pendant que Matt et son équipe kidnappent Isabel Reyes, la fille de Carlos Reyes, chef d'un gang rival qui ordonna la mort de la famille d'Alejandro. Ils l'emmènent au Texas où Isabel est "sauvée" par la DEA puis est mise en sécurité dans une base américaine où ils organisent son retour au Mexique. Leur plan est de la laisser dans une zone contrôlée par les rivaux de son père pour que le conflit éclate mais lors du voyage, les policiers (en réalité affiliés au cartel) chargés de les escorter les trahissent. Les américains se défendent et les tuent tous. Isabel s'échappe et Alejandro part la retrouver pendant que Matt et les autres traversent la frontière.
De retour aux États-Unis, le gouvernement ordonne à Matt d'abandonner l'opération pour calmer les tensions avec le Mexique. En effet, deux des terroristes ont été identifiés comme étant américains et les corps des 25 policiers ont été découvert. En prime, Isabel doit être abattue et Alejandro également car, situés en territoire ennemi, ils pourraient révéler l'implication des Etats-Unis. Matt contacte le sicaire et lui demande d'abattre Isabel mais Alejandro refuse lui expliquant qu'ils traverseront la frontière. Alejandro sait que s'il laisse l'adolescente au Mexique, elle sera tuée. Après avoir trouvé refuge chez un paysan dans le désert, le mexicain les conduit jusqu'à un dépôt de bus où un cartel emmène les migrants. Alejandro place un traceur GPS dans l'une des chaussures d'Isabel pour que Matt vienne les récupérer. Juste avant l'embarquement, Miguel reconnaît Alejandro (qu'il a vu quelques jours plus tôt au Texas) et prévient son chef. Les deux "migrants" sont descendus du bus et Miguel abat Alejandro pour prouver qu'il est un vrai membre du cartel. Choqué par ce qu'il vient de faire, l'adolescent saute de l'une des voitures qui emmène les narcos et décide de marcher de son côté. Matt et son équipe les interceptent quelques kilomètres plus loin et tuent les membres restants. Furieux d'avoir perdu Alejandro, Matt emmène Isabel aux États-Unis qui est placée sous protection des témoins.
Cependant, Alejandro se réveille en plein désert. Par chance, la balle a traversé sa joue et le sicaire, blessé, réussit à atteindre les voitures criblées de balles des narcos, tue deux membres venus en renfort puis prend la route. Un an plus tard, Miguel, devenu membre d'un gang à part entière, entre dans le fast-food où il vient prendre ses ordres mais découvre Alejandro à la place de son commanditaire habituel. Alejandro lui demande de s'asseoir et lui dit « Tu veux devenir sicaire ? Parlons de ton avenir. » avant de fermer la porte.

## Fiche technique
- Titre original : Sicario: Day of the Soldado
- Titre français : Sicario : La Guerre des cartels
- Titre québécois : Sicario : Le Jour du soldat
- Titre de travail : Soldado
- Titre international : Sicario 2: Soldado
- Réalisation : Stefano Sollima
- Scénario : Taylor Sheridan
- Musique : Hildur Guðnadóttir
- Directrice artistique : Marisa Frantz
- Décors : Kevin Kavanaugh
- Costumes : Deborah Lynn Scott
- Photographie : Dariusz Wolski
- Montage : Matthew Newman
- Producteurs : Trent Luckinbill, Thad Luckinbill, Molly Smith et Denis Villeneuve
  - Productrice déléguée : Ellen H. Schwartz
- Sociétés de production : Lionsgate, Black Label Media, Thunder Road Pictures [2]
- Sociétés de distribution : Columbia Pictures (États-Unis), Lionsgate (International), Metropolitan FilmExport (France)
- Budget : 35 000 000 $ [3]
- Pays de production :  États-Unis
- Langues originales : anglais, espagnol, langue des signes
- Format : couleur - 2.35:1
- Genre : Drame, espionnage, thriller et action
- Durée : 122 minutes
- Dates de sortie [4] : 
  - France : 27 juin 2018
  - États-Unis : 29 juin 2018
- Classification :
  - France : Interdit aux moins de 12 ans lors de sa sortie en salles

## Distribution
- Benicio del Toro (VF : Bernard Gabay ; VQ : Benoit Rousseau) : Alejandro Gillick
- Josh Brolin (VF : Philippe Vincent ; VQ : Gilbert Lachance) : Matt Graver
- Isabela Moner (VF : Daniela Labbé Cabrera ; VQ : Fanny-Maude Roy) : Isabel Reyes
- Jeffrey Donovan (VF : Pascal Germain ; VQ : François Godin) : Steve Forsing
- Catherine Keener (VF : Déborah Perret ; VQ : Nathalie Coupal) : Cynthia Foards, directrice adjointe de la CIA
- Manuel Garcia-Rulfo : Gallo
- Matthew Modine (VF : Thierry Ragueneau ; VQ : Pierre Auger) : le secrétaire à la Défense James Ridley
- Shea Whigham (VQ : Pierre-Étienne Rouillard) : Andy Wheeldon
- Elijah Rodriguez (VQ : Samuel Jacques) : Miguel Hernandez
- Howard Ferguson Jr. : Troy
- David Castaneda (VQ : Kevin Houle) : Hector
- Jacqueline Torres : Blandina
- Raoul Trujillo : Rafael
- Bruno Bichir : Angel
- Jake Picking : Shawn
- Faysal Ahmed : Bashiir
- Dan Davidson : le colonel Kenneth Walter
- Graham Beckel : Dale Hammonds
- Sherman Allen : le général Arno McCullough
- Christopher Heyerdahl : le directeur Deats
- Ian Bohen : Carson Wills
- Diane Villegas : Ida
- Jackamoe Buzzell : commandant Willett (non crédité)

 Source et légende : version française (VF) sur RS Doublage ; version québécoise (VQ) sur Doublage.qc.ca

## Production

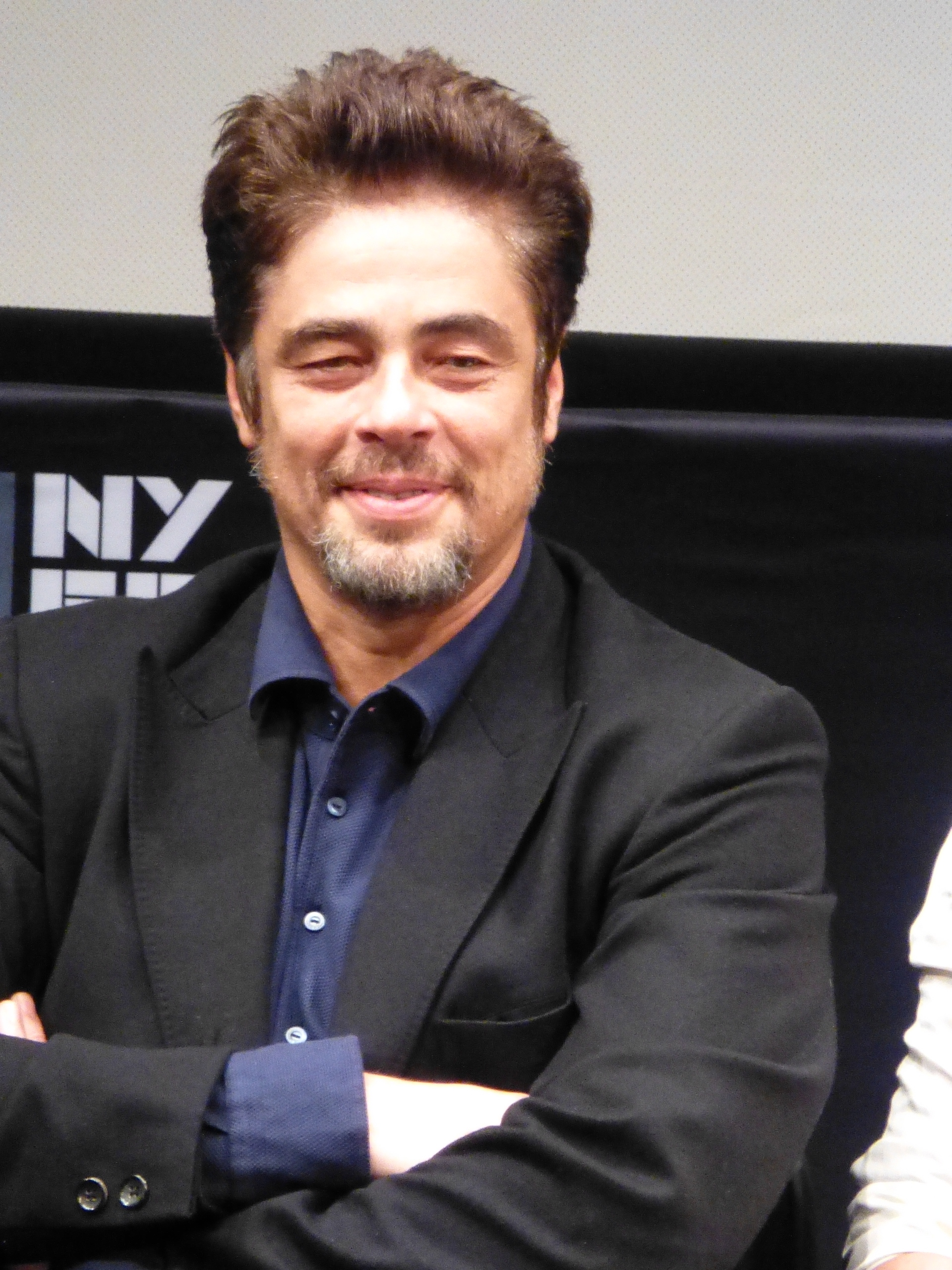
L'acteur Benicio del Toro est le protagoniste de cette suite.

### Genèse et développement
En septembre 2015, il est annoncé que Lionsgate envisage une suite à Sicario, alors tout juste sorti aux États-Unis, centrée sur le personnage du tueur à gages Alejandro, incarné par Benicio del Toro. Le scénariste Taylor Sheridan et le réalisateur Denis Villeneuve sont alors attachés au projet . L'un des producteurs, Trent Luckinbill, explique l'intérêt du personnage d'Alejandro : « Nous avons un personnage si fort avec Benicio, aussi sombre que possible et pourtant très apprécié. Il trouve un écho auprès du public. Les gens veulent savoir ce qui va lui arriver. C’est une très bonne piste à explorer, pour nous. »
En juin 2016, l'Italien Stefano Sollima est confirmé au poste de réalisateur. Le titre du film, Soldado, est révélé dans la foulée.

### Attribution des rôles
Benicio del Toro, Josh Brolin et Jeffrey Donovan reprennent leur rôle respectif du premier film. Emily Blunt avait initialement été confirmée pour reprendre son rôle de Kate Macer, qui n'a finalement pas été inclus dans le script. En novembre 2016, le scénariste explique pourquoi : « ce fut ma décision, et je vais un jour devoir lui en parler. Son histoire était terminée... Je n'arrivais pas à trouver une façon d'écrire son personnage d'une façon qui rendrait justice à son talent d'actrice. [...] Que faire après ? Elle déménage dans une petite ville, en devient le shérif, se retrouve kidnappée et vous avez Taken ! »
En octobre 2016, Catherine Keener rejoint la distribution.

### Tournage
Le tournage débute le 8 novembre 2016 au Nouveau-Mexique

## Sortie et accueil

### Accueil critique
Aux États-Unis, le film reçoit des critiques plutôt positives. Sur l'agrégateur Rotten Tomatoes, Sicario : La Guerre des cartels obtient 63% d'opinions favorables pour 248 critiques et une moyenne de 6,4⁄10. Sur Metacritic, le film décroche une moyenne de 61⁄100 pour 50 critiques.
En France, le site Allociné, qui recense 20 titres de presse, donne au film une moyenne de 3,3⁄5.
Télérama est très élogieux envers le film : « Trafic d’êtres humains, terrorisme, corruption et secrets d’Etat… “Sicario, La guerre des cartels”, aussi glaçant que l’original de 2015 mais signé cette fois Stefano Sollima, n’a rien à lui envier en efficacité. ». En revanche, la rédaction de L'Express est beaucoup moins enthousiaste : « Il était déjà fort étrange d'envisager une suite à un long-métrage sans attrait particulier (pas même au box-office), il est encore plus bizarre de voir tant d'énergie dépensée pour enfoncer des portes ouvertes - comme dénoncer à nouveau la cruauté des trafiquants de drogue et la difficulté de les faire tomber... ». Le Nouvel Observateur n'est pas non plus convaincu par la suite de Sicario : « Normalement, avec ce tandem, on aurait donc dû avoir un polar d’enfer, avec des acteurs super (dont Benicio Del Toro). Grosse déception, donc. »

### Box-office
| Pays ou région    | Box-office      | Date d'arrêt du box-office | Nombre de semaines |
| ----------------- | --------------- | -------------------------- | ------------------ |
| France            | 239 062 entrées | 14 août 2018               | 7                  |
| États-Unis Canada | 50 072 235 $    | 20 septembre 2018          | 12                 |
| Mondial           | 74 008 291 $    | -                          | -                  |